# Kidnapning (film fra 2017)
 For alternative betydninger, se Kidnapning (flertydig). (Se også artikler, som begynder med Kidnapning)
 Kidnapning er en dansk familiefilm fra 2017, instrueret af Frederik Meldal Nørgaard.
Filmen er baseret på Bjarne Reuters bog Kidnapning og er den første i serien om Bertram.

## Medvirkende
- Luca Reichardt Ben Coker som Bertram
- Alfred Larsen som Anders
- Samuel Hallas som Oskar
- Mette Pedersen som Winni
- Brian Lykke som Onkel Georg
- Therese Damsgaard som Mor
- Anders Brink Madsen som Far
- Cornelius Müller som Bernard
- Christian Mosbæk som Mikkelsen
- Kristian Ibler som Bernards far